# 1995 VF
1995 VF är en asteroid i huvudbältet som upptäcktes den 1 november 1995 av den japanska astronomen Takao Kobayashi vid Ōizumi-observatoriet.
Asteroiden har en diameter på ungefär 3 kilometer och den tillhör asteroidgruppen Vesta.